# A Secret Death
A Secret Death (gelegentlich auch Asecretdeath geschrieben) ist eine australische Hardcore-Punk- und Metalcore-Band aus Gold Coast, die 2003 gegründet wurde.

## Geschichte
Die Band wurde im März 2003 gegründet, woraufhin 2005 die EP Fear Is the Driving Force in Eigenveröffentlichung erschien. Im Januar 2006 war die Gruppe auf dem Big Day Out in Gold Coast zu sehen, woraufhin Auftritte unter anderem mit Clutch, Atreyu, Sick of It All, Converge und The Dillinger Escape Plan folgten. Auch ging es auf eine nationale Tournee mit Evergreen Terrace und Parkway Drive. 2008 wurde Fear Is the Driving Force bei dem Brisbaner Label Skull and Bones Records wiederveröffentlicht, wobei fünf Lieder als Bonus enthalten sind. Anfang des Jahres begann die Gruppe mit den Arbeiten zum Debütalbum. Das selbstbetitelte Album erschien im selben Jahr bei Skull and Bones Records und wurde im folgenden Jahr bei Tribunal Records wiederveröffentlicht. Nach einer längeren Pause und nachdem sie nach Melbourne gezogen war, kehrte die Band 2012 zurück. 2013 ging es mit der japanischen Band Palm auf eine nationale Tour, was für eine Dokumentation gefilmt wurde. 2014 erschien über Monolith Records eine Split-Veröffentlichung mit Safe Hands. 2015 folgte bei demselben Label das Album Epilogue, das von Mike Deslandes produziert und von Alan Douches gemastert worden war. In ihrer Karriere trat die Band bisher unter anderem auch zusammen mit Every Time I Die, Norma Jean, Story of the Year, Unearth, Darkest Hour, Strike Anywhere, The Bled, From Autumn to Ashes, Shai Hulud, Eighteen Visions und Boysetsfire auf.

## Stil
Laut Brian Giffin in seiner Encyclopedia of Australian Heavy Metal spielt die Band eine Mischung aus schweren Death-Metal-Riffs mit Screamo-Gesang und dem Doom Metal entlehnten Post-Metal-Ambience-Klängen. Ken Ward von fasterlouder.junkee.com schrieb in seiner Rezension zu Fear Is the Driving Force, dass hierauf geradliniger aggressiver Hardcore Punk enthalten ist. Dabei sei auch geschriener Metal zu hören, während bei den E-Gitarren gelegentlich Arpeggios zum Einsatz kämen. Insgesamt sei die EP laut, wild und voller Wut. Alasdair Belling von killyourstereo.com ordnete Epilogue dem Metalcore und Hardcore Punk zu. Hierauf gebe sich die Gruppe aggressiv, schnell, dynamisch und gelegentlich durch Doom Metal beeinflusst. Der Gesang bestehe aus Screams und man setze Breakdowns ein, die dem Sludge entnommen klängen. Gelegentlich arbeite die Gruppe mal melodische, mal groovende Passagen ein.

## Diskografie
- 2003: …It's Good Company (EP, Eigenveröffentlichung)
- 2005: A Secret Death & From These Wounds (Split mit From These Wounds, Building Records)
- 2005: Fear Is the Driving Force (EP, Eigenveröffentlichung)
- 2008: A Secret Death (Album, Skull and Bones Records)
- 2014: A Secret Death / Safe Hands (Split mit Safe Hands, Monolith Records)
- 2015: Epilogue (Album, Monolith Records)